# Ulta Beauty
Ulta Beauty, Inc., precedentemente nota come Ulta Salon, Cosmetics & Fragrance Inc. e prima del 2000 come Ulta3, è una catena americana di negozi di bellezza con sede a Bolingbrook, Illinois. Ulta Beauty vende cosmetici, fragranze, prodotti per unghie, prodotti per il bagno e per il corpo, strumenti di bellezza e prodotti per la cura dei capelli sia di fascia alta che di fascia bassa. Ogni negozio dispone anche di un salone di bellezza.
È quotata in Borsa al Nasdaq dal 2007.

## Storia
Ulta è stata fondata da Richard E. George, ex presidente di Osco Drug, Inc., e Terry Hanson. George lasciò il lavoro presso Osco nel 1989 per sviluppare un piano aziendale per un rivenditore che offrisse prodotti di bellezza a diversi livelli di prezzo. Altri dirigenti di Osco si unirono a George e Hanson nell'attività e raccolsero 11,5 milioni di dollari in capitale di rischio. L'azienda, inizialmente chiamata Ulta3, è stata lanciata nel 1990, con cinque negozi nella periferia di Chicago. Il nome è stato cambiato da Ulta3 a Ulta alla fine del 1999.
George lasciò Ulta3 nel 1995 e Hanson divenne l'amministratore delegato dell'azienda. Nel dicembre 1999, Lyn Kirby divenne presidente e amministratore delegato e Charles "Rick" Weber divenne vicepresidente esecutivo senior, direttore operativo e direttore finanziario. Il 25 ottobre 2007, la società è stata quotata in borsa al Nasdaq.
Nel 2008, l'azienda ha aperto un secondo centro di distribuzione a Phoenix, in Arizona. Nel 2010, Carl "Chuck" Rubin è stato nominato direttore operativo, presidente e membro del consiglio di amministrazione. Il 1º luglio 2013, Mary Dillon è diventata amministratore delegato e membro del consiglio di amministrazione. Dillon era stata in precedenza amministratore delegato di US Cellular e dirigente senior presso McDonald's e PepsiCo.
Nel 2020, prima della pandemia di COVID-19, i dipendenti erano 44.000. Nel 2021 sono scesi a 37.000.  Ulta Beauty opera solo nel mercato interno americano. Al 28 gennaio 2023 Ulta aveva circa 1.355 negozi in tutti i 50 stati, di cui circa 250 situati, grazie alla collaborazione iniziata nell'agosto 2021, all'interno dei negozi Target.  Ulta Beauty aveva 168 punti vendita in tutta la California, il numero più alto di qualsiasi altro stato.
L'8 luglio 2022 Ulta ha annunciato la sua collaborazione con Allure per portare una collezione dei suoi 25.000 prodotti nei negozi online e offline di Allure. La collaborazione è durata da luglio a settembre 2022 e ha incluso marchi come Fenty Beauty, Drybar, Olaplex, Tula, The Ordinary, Peter Thomas Roth, CosRX, NYX, Morphe e Beekman 1802 selezionati dal team di merchandising di Ulta.